# Walcherhorn
Walcherhorn är en bergstopp på gränsen mellan kantonerna Bern och Valais i Schweiz. Den är belägen i Bernalperna, cirka 60 kilometer sydost om huvudstaden Bern. Bergstoppen ligger mellan bergen Mönch och Gross Fiescherhorn. Toppen på Walcherhorn är 3 692 meter över havet.